# Народная вооружённая полиция Китая
Народная вооружённая полиция Китая (кит. упр. 中国人民武装警察部队, пиньинь Zhōngguó Rénmín Wǔzhuāng Jǐngchá Bùduì, палл. Чжунго жэньминь учжуан цзинча будуй, сокр. кит. упр. 武警, пиньинь Wǔjǐng, палл. Уцзин) — составная часть внутренних войск/жандармерия и военная полиция Армии КНР.  Состоит из подразделений внутренней охраны, охраны золотых запасов, лесов, гидроэлектростанций, транспорта, пограничных войск, береговой охраны, войск Министерства общественной безопасности КНР, пожарных частей и частей охранения. Войска Народной вооружённой полиции были созданы 19 июня 1982 года. Численность народной вооруженной полиции составляет, по различным оценкам, от 1,1 до 1,5 миллионов человек.
В мирное время Народная вооружённая полиция обычно охраняет различные важные объекты, выполняет задачи по борьбе с террористическими актами, а также оказывает помощь в экономическом строительстве. В военное время народная полиция призвана содействовать НОАК в совместной обороне и боевых действиях.

До 1 января 2018 года войска полиции были включены в организационную структуру Госсовета, как составляющая часть Министерства общественной безопасности КНР, находясь в двойном подчинении у Госсовета и Центрального военного совета Народно-Освободительной армии Китая. С 1 января 2018 года войска полиции включены в организационно-штатную структуру Центрального военного совета НОАК и больше не будут находиться в организационной структуре Госсовета, перейдя под единое руководство Центрального военного совета. Войска имеют трёхстепенные органы управления — штаб, дивизия и полк.
- Управление Народной вооружённой полиции Юньнани
- Флаг Народной вооружённой полиции КНР
- Полицейский броневик WZ551
- Отряд Народной вооружённой полиции
- Курсанты Народной вооружённой полиции КНР
- Патрульный фургон полиции
- Колонна бронетранспортёров  Народной вооружённой полиции Китая
- Военнослужащий Народной вооружённой полиции КНР со специальным снаряжением